# مقابلة عمل
تُشكّل مُقابلات العمل (بالإنجليزية: Job interview)‏ (بالفرنسية: Entretien d'embauche)‏ تشكل جزءا أساسيا من أنظمة الإدارة الحديثة.

## أنواع المقابلات
وللمقابلات ثلاثة أنواع رئيسية:

### مقابلات التوظيف
هي المقابلات التي يكون الهدف منها ضم أعضاء جدد إلى فريق العمل، وهي تكون عادة المرحلة الثانية أو الثالثة من عملية التوظيف، ويكون الهدف منها إيجاد الموظف الأكثر ملاءمة ليدخل الفريق ويندمج مع الموظفين الموجودين.

### مقابلاتالتعليم
هذا النوع من المقابلات لا يسعى في الواقع إلى نصيحة أو توجيه الأوامر للموظفين، بل يسعى إلى خلق وعي لدى الموظف بدوره وجعله أكثر تحملا للمسؤولية، فهي على شكل مقابلات يفصل بينها فترات من الخبرة، وتكون المقابلة عبارة عن تقرير ومراجعة للأداء وجديد التعليم.

### مقابلات الانضباط
كما أن للصبية مقابلات انضباط تتمثل في إرسالهم لمقابلة المدير في المدرسة، فإن المؤسسات التي يعمل فيها البالغون تحتاج أيضا إلى شكل من مقابلات الانضباط والتي تهدف إلى حصر المشكلات بسرعة وإعادة الأمور إلى نصابها، ويحتاج المرء أحيانا إلى دليل خطي وذلك لتجنب الاتهامات بالتعسف.

## الاستماع
يجب في أثناء المقابلات الاستماع للشخص الذي يتم مقابلته، ويجب توخي بعض الأمور لدى الاستماع لمن تتم مقابلته، منها:
- تجنب الأحكام المسبقة
- إظهار الاهتمام
- ملاحظة المشاعر والانتباه إلى ما هو أعمق من نص الحديث.
- تجنب المقاطعة وتشتيت الانتباه.
- التشجيع بالإشارة (هز الرأس بالموافقة، التمتمة بعبارات مثل «نعم» أو «صحيح» أو «أكمل»)
- تلخيص المقابلة والتوضيح.